# Ophiodermella inermis
Ophiodermella inermis là một loài ốc biển, là động vật thân mềm chân bụng sống ở biển thuộc họ Borsoniidae.

## Hình ảnh

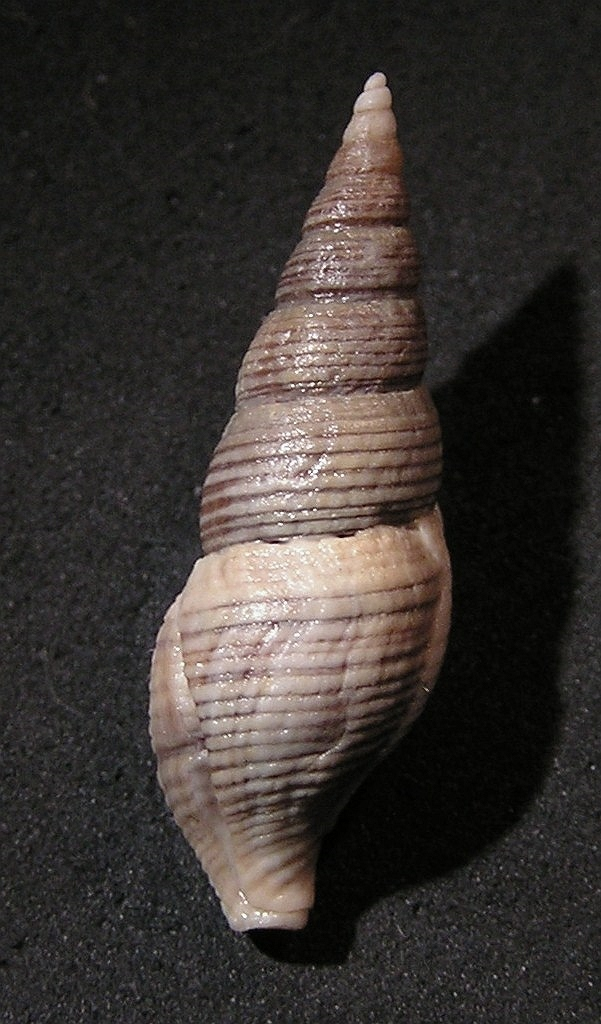